# Cricket y Foot-Ball Club
El Cricket y Foot-Ball Club fue una sociedad española fundada en Madrid a finales de 1879, que fue registrada en el momento de su creación convirtiéndose en el primer club deportivo legalizado en el país.
Fue así una de las primeras sociedades creadas en el país dedicada a la práctica deportiva. Contó con una sección dedicada al foot-ball debido al incipiente crecimiento de dicho sport en Inglaterra, donde se inventó, y de donde procedían sus trabajadores. Recientes estudios lo sitúan como uno de los protoclubes que expandieron el foot-ball en la época, al igual que hicieran el Exiles Cable Club vigués o el Río Tinto English Club.
No se sabe con certeza cuál fue el destino de este equipo, aunque parece que desapareció pocos años después.

## Historia

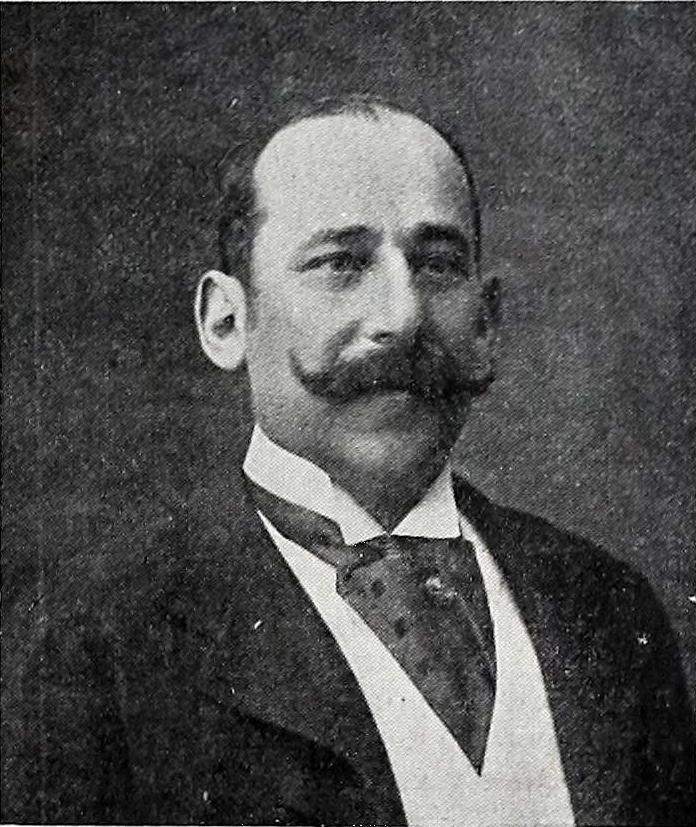
José Figueroa y Torres, presidente del club.

Fue en esos años cuando diversos trabajadores ingleses repartidos por la península comenzaron a establecer grupos sin formalizar que se dedicaba a diferentes prácticas lúdicas y en especial el cricket y el foot-ball de manera particular en los puertos españoles. Entre ellos, Vigo, Bilbao y Andalucía fueron las regiones que más vieron este auge. Es por ello que Inglaterra, país inventor del deporte balompédico, se hiciese eco de las noticias referentes que desde España llegaban sobre las legalizaciones o establecimientos de clubes, como sucedió con el madrileño:

“Several English residents in Madrid, and Spanish noblemen and gentlemen have decided to establish a cricket club similar to those of Seville and Xeres. King Alfonso has kindly granted the use of a capital ground at the Royal seat of Casa de Campo, and through General Echagüe, intimated that he would honor the club with his patronage”
“Algunos ingleses residentes en Madrid, junto a nobles y caballeros españoles, han decidido constituir un club de cricket similar a los existentes en Sevilla y Jerez. El rey Alfonso ha ofrecido amablemente el uso de unos terrenos de la capital en el Real sitio de la Casa de Campo, y a través del general Echagüe, dio a entender que honraría al club con su patronazgo”.
London Standard. 10 de mayo de 1879

Fue en el Real Hipódromo de la Casa de Campo  —cedido para su uso por el monarca Alfonso XII, nombrado ad hoc como presidente de honor— donde comenzaron sus primeras andaduras los madrileños, siendo el primer club formado por nativos españoles para tal práctica. Poco más se sabe de estos protoclubes, que se supone acabaron por disolverse debido al aún incipiente y poco prolífico deporte, y merced sobre todo a la distancia entre los existentes para poder formalizar alguna contienda.
Pese a ello, en el momento de su establecimiento contó con una sólida estructura que hacía prever una larga vida a la sociedad como así se reflejó en su primera junta para decidir la directiva y la aprobación de sus reglamentos y estatutos:

“Tras la Junta general donde se aprobó el Reglamento del Club se procedió a nombrar la Dirección, que quedó constituida de esta forma:
Presidente: José Figueroa y Torres;
Vicepresidentes: Álvaro Bertrán de Lis, Sr. Greentul
Directores: Juan White, Conde de Villanueva
Contador: Leonardo de Fesser
Tesorero: Sr. Velasco
Secretarios: Rafael de Echagüe, Carlos Heredia”.
London Standard. 16 de noviembre de 1879

Tras su establecimiento disputó su primer encuentro de cricket el 24 de octubre conformando dos equipos entre los integrantes de la sociedad. Clausurado el acontecimiento con un banquete y que se mantuvo durante décadas como una práctica tradicional tras cada evento deportivo, escasas referencias se tienen desde entonces de su devenir.